# Christian Klees
Christian Klees, né le 24 juin 1968 à Eutin, est un tireur sportif allemand.

## Carrière
Christian Klees participe aux Jeux olympiques de 1996 à Atlanta et remporte la médaille d'or dans l'épreuve de la carabine 50 mètres tir couché.